# 에릭 영 (1967년)
에릭 영(Eric Orlando Young, 1967년 5월 18일 ~)은 전 미국 프로 야구 텍사스 레인저스의 선수이다. 아들은 콜로라도 로키스의 야구 선수 에릭 영 주니어(Eric Young Jr.)이다.

## 출신학교
- 러트거스대학교

## 수상 경력
- 1996년 내셔널리그 도루 1위
- 1996년 내셔널리그 실버슬러거 2루수 부문